# Wieża ciśnień przy ul. Sadowej w Starogardzie Gdańskim
Wieża ciśnień w Starogardzie Gdańskim – nieczynna wieża ciśnień w Starogardzie Gdańskim, przy ulicy Sadowej, w pobliżu dworca kolejowego. Wpisana do gminnej ewidencji zabytków pod numerem 0479-0000302.
Budowla jest wzniesiona z cegły, obłożona szarym tynkiem. Na jej szczycie zawieszone są anteny. 